# المنظمة الدولية لهيئات الأوراق المالية
المنظمة الدولية لهيئات الأوراق المالية ( IOSCO ) هي جمعية من المنظمات التي تنظم أسواق الأوراق المالية والعقود الآجلة في العالم. الأعضاء عادة ما يكونون أوراق مالية أولية و / أو منظمات مستقبلية في ْ\]ّ"بنمتؤىة ءئذولاية قضائية وطنية أو الجهة الرقابية المالية الرئيسية من كل بلد. وتتمثل مهمتها في: 
- تطوير وتنفيذ وتعزيز معايير تنظيمية عالية لتعزيز حماية المستثمرين وتقليل المخاطر النظامية
- تبادل المعلومات مع التبادلات ومساعدتهم في القضايا التقنية والتشغيلية
- وضع معايير لمراقبة المعاملات الاستثمارية العالمية عبر الحدود والأسواق

تضم أعضاء من أكثر من 100 دولة مختلفة، والتي تنظم أكثر من 95 ٪ من أسواق الأوراق المالية في العالم. لديها أمانة دائمة في مدريد ، إسبانيا . 

## عضوية
اعتبارا من يناير 2019 ، كان لديها 224 عضوا.  ينقسم أعضائها إلى ثلاث فئات رئيسية:
- الأعضاء العاديون: الأوراق المالية الأولية و / أو أسواق العقود الآجلة التنظيمية في ولاية قضائية. قد تكون البورصة أو المنظمة ذاتية التنظيم عضوًا عاديًا، ولكن فقط إذا كانت الجهة الرقابية الرئيسية للأوراق المالية. كل عضو عادي لديه صوت واحد. [3]
- الأعضاء المنتسبون: الأوراق المالية الأخرى و / أو المنظمون المستقبليون في الحالات التي يوجد فيها أكثر من واحد لكل ولاية قضائية. على سبيل المثال، تعتبر لجنة تداول العقود الآجلة للسلع وجمعية مسؤولي الأوراق المالية في أمريكا الشمالية في الولايات المتحدة أعضاءً مشاركين في IOSCO نظرًا لأن لجنة الأوراق المالية والبورصات الأمريكية هي العضو العادي من الولايات المتحدة. لا يحق للأعضاء المنتسبين التصويت ولا يحق لهم الحصول على اللجنة التنفيذية ؛ إنهم أعضاء في لجنة الرؤساء.
- الأعضاء التابعون: يشملون بورصات الأوراق المالية ومنظمات التنظيم الذاتي ومختلف جمعيات صناعة البورصة. لا يحق للأعضاء التابعين التصويت، وليسوا مؤهلين للجنة التنفيذية، وليسوا أعضاء في لجنة الرؤساء. الأعضاء التابعون الذين يمثلون منظمات ذاتية التنظيم (SROs) هم أعضاء في اللجنة الاستشارية SRO.